# Пражская школа органистов
Пражская школа органистов (органная школа или институт музыки, чеш. Pražská varhanická škola) — музыкальное учебное заведение, действовавшее в Праге в 1830—1890 годах. Было учреждено возникшим четырьмя годами ранее Обществом развития церковной музыки в Чехии (чеш. Jednota ku zvelebení kostelní hudby v Čechách).
Обучение продолжалось два года, преподавание велось на немецком языке. Вопреки названию, студенты изучали не только искусство игры на органе, но также и клавир, основы теории и композиции (полифонические пьесы и хоровые произведения), гармонию, контрапункт. Однако всё это касалось исключительно церковной музыки. Учащиеся школы за небольшую плату могли посещать концерты.
В результате начавшейся в 1888 году реорганизации в 1890 году школа окончательно вошла в состав Пражской консерватории.

## Директора школы
- Ян Август Витасек (1830—1839)
- Карл Франц Пич (1840—1856)
- Йозеф Звонарж (1856—1858)
- Йозеф Крейчи (1858—1865)
- Франтишек Скугерский (1866—1890)

## Известные выпускники
- Карел Бендль
- Антонин Дворжак
- Эдуард Направник
- Йозеф Богуслав Фёрстер
- Леош Яначек
- Людвик Куба (1856—1956) — чешский живописец, этнограф, фольклорист, музыковед, автор 15-томной антологии «Славянство в своих песнях»